# Gritos y susurros

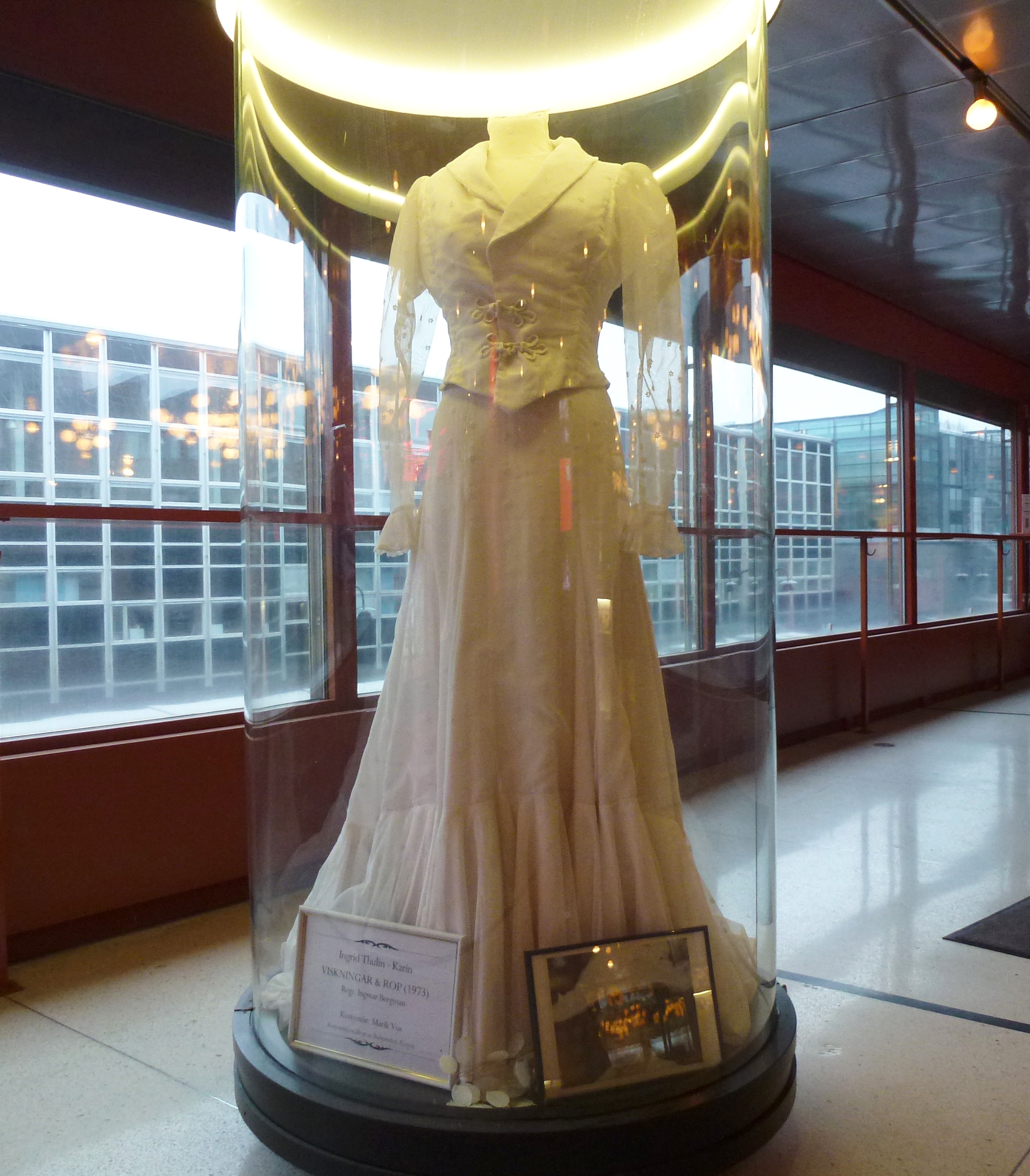
El vestido de Ingrid Thulin en la película "Susurros y gritos" (1973)

Gritos y susurros (título original: Viskningar och rop) es una película sueca de 1972 de género dramático  con guion y dirección de Ingmar Bergman, y con Harriet Andersson, Kari Sylwan, Ingrid Thulin y Liv Ullmann en los papeles principales. El largometraje, ambientado en una mansión de finales del siglo XIX, trata sobre tres hermanas y una sirviente que luchan contra el cáncer terminal de una de ellas (Andersson). La criada (Sylwan) se mantiene cercana a ella, mientras que las otras dos hermanas (Thulin y Ullmann) confrontan su distancia emocional la una con la otra.
Inspirada en la madre de Bergman, Karin Åkerblom, y en la visión del director de cuatro mujeres en una habitación roja; Gritos y susurros fue filmada en el castillo de Taxinge-Näsby en 1971. Su temática incluye la fe, la psique femenina y la búsqueda de significado en el sufrimiento; además, algunos académicos han encontrado también alusiones bíblicas. A diferencia de otras cintas de Bergman, la película muestra colores, en especial el carmesí.
Tras su estreno en los Estados Unidos, donde la distribuyó Roger Corman y New World Pictures, el largometraje debutó en Suecia y se proyectó, fuera de competición, en el festival de Cannes de 1973. A diferencia de las dos películas anteriores de Bergman, Gritos y susurros fue un éxito comercial y de crítica. Recibió cinco nominaciones a los Óscar, incluyendo una a la mejor película (algo poco usual para una cinta extranjera) convirtiéndola en la cuarta película de habla no  inglesa en recibir dicha nominación y a su vez es la segunda película sueca en lograr dicha hazaña desde que Los emigrantes  lo hiciera previamente en la 45.ª edición del Óscar celebrada en 1972.

## Argumento
María y Karin son dos hermanas que acuden a la casa familiar para acompañar a su otra hermana, Agnes, que agoniza a causa de un cáncer de útero. Agnes ha llevado una vida sencilla y sigue soltera, viviendo en la casa de sus padres tras la muerte de estos. Se interesa por el arte y la religión, confesándole sus inquietudes al pastor luterano Isak y a su propio diario. Además cuenta con los cuidados de su sirvienta, Anna, una mujer que tras sufrir la muerte de su hija, vuelca sus esperanzas en Dios y desarrolla un estrecho vínculo afectivo con su ama. Las tres hermanas habían estado muy unidas durante la infancia pero han ido perdiendo el contacto y la capacidad de demostrarse cariño.
A lo largo de la película se descubren también las personalidades de María y Karin. Mientras que Karin sufre por encontrarse atrapada en un matrimonio que ella misma desprecia, María parece una mujer superficial y caprichosa que no tiene inconveniente en traspasar los límites morales impuestos ni se preocupa verdaderamente por quienes la rodean.
Tras la muerte de Agnes, las otras dos hermanas se separan sin haber llegado a establecer una comunicación fructífera y despiden a Anna, a quien permiten quedarse con el diario de Agnes como única compensación; en él lee una declaración de Agnes, satisfecha por los momentos de felicidad que había vivido.

## Reparto
- Harriet Andersson es Agnes.
- Kari Sylwan es Anna.
- Ingrid Thulin es Karin.
- Liv Ullmann es María (y su madre).
- Anders Ek es Isak, el cura.
- Inga Gill es la cuentacuentos.
- Erland Josephson es David, el doctor.
- Henning Moritzen es Joakim, marido de María.
- Georg Årlin es Fredrik, marido de Karin.
- Linn Ullmann es la hija de María.
- Lena Bergman es María joven.

## Producción
Las películas de Bergman eran difíciles de comercializar y por lo tanto el capital extranjero no estaba disponible para financiar la película. Bergman decidió rodar la película en sueco y no en inglés (como su anterior película The Touch ), y financiar a Gritos y Susurros a través de su propia productora, Cinematograph. A pesar de que utilizó ahorros personales de 750.000 coronas suecas y préstamos de 200.000 coronas suecas, también tuvo que pedir al Instituto de Cine Sueco apoyo con el presupuesto de 1,5 millones de coronas suecas, a algunas críticas.  Para ahorrar costes, las actrices principales y Nykvist dieron su sueldo como un préstamo y eran nominalmente coproductores.
En su libro, Bergman escribió: "Hoy siento que en Persona -y luego en Gritos y Susurros- había ido lo más lejos que pude y que en estos dos casos, cuando trabajaba en total libertad, tocaba secretos sin palabras que sólo el cine puede descubrir ". En un ensayo con el DVD, el crítico Peter Cowie también cita al director: "Todas mis películas pueden ser pensadas en términos de blanco y negro, excepto Gritos y Susurros "

## Premios
30.ª edición de las Medallas del Círculo de Escritores Cinematográficos
| Categoría                 | Candidata         | Resultado |
| ------------------------- | ----------------- | --------- |
| Mejor película extranjera | Gritos y susurros | Ganadora  |